# ADS 16402
ADS 16402 o HAT-P-1 è una stella della costellazione della Lucertola, situata nella parte meridionale della costellazione, proprio sul confine con la costellazione di Andromeda.
È una doppia ottica con le componenti di magnitudine 9,6 e 10,0, separate da 10,9 - 11,2 secondi d'arco, con angolo di posizione compreso fra 74 e 75°, stime ricavate da 5 osservazioni effettuate fra il 1904 e il 1928. Il 14 settembre 2006, è stato scoperto un pianeta extrasolare in questo sistema, in orbita attorno alla componente ADS 16402 B, denominato HAT-P-1 b, un gioviano caldo avente una massa circa la metà di quella di Giove, e un periodo orbitale di appena 4,47 giorni.
| Pianeta | Tipo            | Massa    | Raggio   | Periodo orb. | Sem. maggiore | Eccentricità | Scoperta |
| ------- | --------------- | -------- | -------- | ------------ | ------------- | ------------ | -------- |
| b       | Gigante gassoso | 0,529 MJ | 1,419 rJ | 4,465 giorni | 0,05561 UA    | 0,30         | 2006     |